# Seeschlacht bei Tory Island
Die Seeschlacht bei Tory Island (auch Schlacht bei Donegal, Schlacht bei Lough Swilly genannt, englisch Battle of Tory Island, irisch Cath Thoraí) war eine militärische Auseinandersetzung im Rahmen des Ersten Koalitionskrieges, am 12. Oktober 1798 zwischen einem französischen und britischen Flottengeschwader an der Nord-West Küste von County Donegal in Irland in der Nähe der Insel Toraigh (Tory Island). Die Schlacht wird häufig als die letzte Aktion der Irischen Rebellion von 1798 gesehen. Zugleich war es der letzte Versuch der Französischen Marine, Soldaten in Irland zur Unterstützung der Rebellen anzulanden.

## Vorgeschichte

Karte von Irland mit Tory Island und dem Ort der Seeschlacht

Die Society of United Irishmen, geführt von Theobald Wolfe Tone, hatte im Vorfeld im Mai 1798 einen Aufstand gegen die britische Herrschaft begonnen. Auf Wunsch der Rebellen wurde eine kleine französische Streitmacht unter General Humbert bei Killala angelandet. Bis Mitte September wurde diese Abteilung jedoch geschlagen, während die Rebellion schwächer wurde.
Trotz der Niederlage der französischen Expedition entsandten die Franzosen unter Kommodore Bompart am 16. September weitere Verstärkungen. Dieses Geschwader bestand aus 1 Linienschiff, 8 Fregatten und 1 Schoner. An Bord befand sich eine 3000 Mann starke Streitmacht.

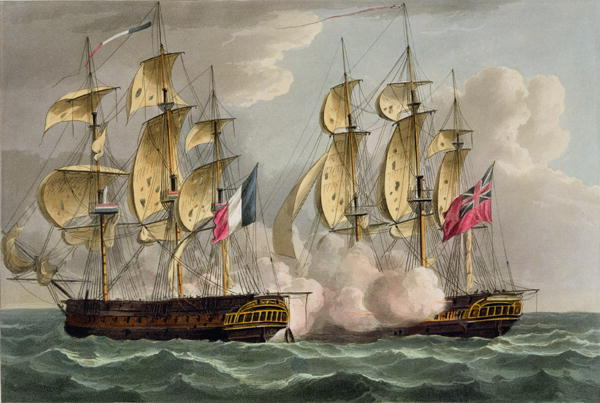
Eroberung der französischen Fregatte Immortailité durch HMS Fisgard (38) am 20. Oktober 1798. Bei dem Seegefecht verloren die Franzosen 57 Mann an Toten und 60 Verwundete
Gemälde von Thomas Whitcombe (1760–1824)

Die Royal Navy war ihrerseits in höchster Alarmbereitschaft, nachdem sie bereits eine Invasion zugelassen hatte. Als die französische Entsatzflotte Brest verließ, wurde sie sehr bald von den Briten gesichtet.

## Verlauf
Nach einer langen Verfolgungsjagd wurde das französische Geschwader bei Tory Island am 12. Oktober gestellt. Bei dieser Aktion versuchten die unterlegenen Franzosen zu fliehen, wurden aber eingeholt und Schiff für Schiff auseinandergenommen. Die Briten eroberten dabei vier Schiffe. Die entkommenden Schiffe der Franzosen wurden zerstreut.
Über die nächsten zwei Wochen durchkämmten britische Fregattenpatrouillen die Passage nach Brest und eroberte dabei drei weitere Schiffe. Von den ursprünglich zehn Schiffen des französischen Geschwaders schafften nur zwei Fregatten und ein Schoner die Heimreise. Die britischen Verluste in der Schlacht vom 12. Oktober betrugen 13 Tote und 75 Verwundete, während die Franzosen 450 Verluste zu beklagen hatten. Theobald Wolfe Tone wurde an Bord des eroberten französischen Flaggschiffs aufgefunden und arrestiert. Er wurde später wegen Hochverrats zum Tode verurteilt.

## Einheiten

### Großbritannien
| Commodores Warren’s Geschwader | Commodores Warren’s Geschwader | Commodores Warren’s Geschwader             | Commodores Warren’s Geschwader | Commodores Warren’s Geschwader | Commodores Warren’s Geschwader | Commodores Warren’s Geschwader |
| Schiff                         | Kanonen                        | Kommandant                                 | Verluste                       | Verluste                       | Verluste                       | Anmerkungen                    |
| Schiff                         | Kanonen                        | Kommandant                                 | getötet                        | verwundet                      | Insgesamt                      | Anmerkungen                    |
| ------------------------------ | ------------------------------ | ------------------------------------------ | ------------------------------ | ------------------------------ | ------------------------------ | ------------------------------ |
| HMS Robust                     | 74                             | Edward Thornbrough                         | 11                             | 38                             | 49                             |                                |
| HMS Magnamine                  | 44                             | Michael de Courcy                          | 0                              | 7                              | 7                              |                                |
| HMS Ethalion                   | 38                             | George Countess                            | 1                              | 4                              | 5                              |                                |
| HMS Amelia                     | 38                             | Charles Herbert                            | 0                              | 0                              | 0                              |                                |
| HMS Melampus                   | 36                             | Graham Moore                               | 0                              | 1                              | 1                              |                                |
| HMS Canada                     | 74                             | John Borlase Warren                        | 1                              | 0                              | 1                              | Flaggschiff                    |
| HMS Foudroyant                 | 80                             | Sir Thomas Byard                           | 0                              | 9                              | 9                              |                                |
| HMS Anson                      | 44                             | Philip Charles Calderwood Henderson Durham | 0                              | 0                              | 0                              |                                |

### Frankreich
| Commodores Bompart’s Geschwader | Commodores Bompart’s Geschwader | Commodores Bompart’s Geschwader                       | Commodores Bompart’s Geschwader | Commodores Bompart’s Geschwader | Commodores Bompart’s Geschwader | Commodores Bompart’s Geschwader |
| Schiff                          | Kanonen                         | Kommandant                                            | Verluste                        | Verluste                        | Verluste                        | Anmerkungen                     |
| Schiff                          | Kanonen                         | Kommandant                                            | getötet                         | verwundet                       | Insgesamt                       | Anmerkungen                     |
| ------------------------------- | ------------------------------- | ----------------------------------------------------- | ------------------------------- | ------------------------------- | ------------------------------- | ------------------------------- |
| Sémillante                      | 36                              | Martin-Antoine Lacouture                              | 0                               | 0                               | 0                               |                                 |
| Romaine                         | 40                              | Mathieu-Charles Bergevin                              | 0                               | 3                               | 3                               |                                 |
| Bellone                         | 36                              | Louis-Léon Jacob                                      | 20                              | 45                              | 65                              | gekapert                        |
| Immortalité                     | 40                              | Jean-François Legrand                                 | 0                               | 0                               | 0                               | am 20. Oktober gekapert         |
| Loire                           | 44                              | Adrien-Joseph Segond                                  | 10                              | 24                              | 34                              | am 18. Oktober gekapert         |
| Hoche                           | 74                              | Jean-Baptiste-François Bompart, Desiré-Marie Maistral |                                 |                                 | 270                             | Flaggschiff, gekapert           |
| Coquille                        | 36                              | Léonore Deperonne                                     | 18                              | 31                              | 49                              | gekapert                        |
| Embuscade                       | 34                              | Nicolas Clément de la Roncière                        | 15                              | 26                              | 41                              | gekapert                        |
| Résolue                         | 36                              | Jean-Pierre Bargeau                                   | 0                               | 5                               | 5                               | am 14. Oktober gekapert         |
| Biche                           | 8                               | Jean-Marie-Pierre Labastard                           | 0                               | 0                               | 0                               | Schoner                         |